# 萨拉布吉特·萨拉布吉特
萨拉布吉特·萨拉布吉特（1983年10月3日—）是一名印度举重运动员，身高1.8米。2010年，在广州亚运会中以340千克获得男子105公斤以上级举重第10名。